# Esko Ahonen
Esko Ahonen (ur. 13 czerwca 1955, zm. 1 czerwca 2025 w Evijärvi) – fiński polityk, członek Partii Centrum.

## Działalność polityczna
Pełnił różne funkcje samorządowe. Był politykiem Partii Centrum i od 2003 do 2011 przez dwie kadencje był przedstawicielem okręgu wyborczego Vaasa w Eduskuncie. Od 2012 do 2021 był burmistrzem Lestijärvi.